# Alopen
| Name             | Alopen                                |
| Chinesisch       | 阿羅本 Āluóběn 景净 pinyin: jǐng jìng |
| Syrisch          | syre: rabban/Abraham ܐܒܪܗܡ            |
| Alternativnamen  | Aleben Aluoben Olopen Olopan Olopuen  |
| Kurzbeschreibung | Missionar, Nestorianischer Christ     |
| Andere Sprachen  | ru: Алобэнь                           |
| Lebenszeit       | ~600 n. Chr.                          |

Alopen (* um 600 in Syrien; † nach 635 in China; chinesisch 阿羅本, Pinyin Āluóběn; und auf Chinesisch 景净,  Jǐngjìng) gilt als erster christlicher Missionar in China.

Der Name ist etwas unsicher; möglicherweise handelt es sich um die Übertragung des syrischen „rabban“ (Mönch) oder eine Übertragung von „Abraham“ oder Ardaban.

Über die Herkunft dieses nestorianischen Bischofs aus Syrien ist nicht viel bekannt. In Erscheinung tritt er erst in China, als er 635 während der Tang-Dynastie in Chang’an ankommt. Er führte eine Gruppe von einem Dutzend Mönchen aus Persien an. Alopen trifft in China günstige Bedingungen an, es herrschte religiöse Toleranz, der chinesische Kaiser heißt alle Religionen willkommen, bleibt dabei aber selbst überzeugter Buddhist. Unter dem zweiten Tang-Kaiser, Taizong, blüht die Gemeinde auf und ist politisch unabhängig vom christlichen Westen. Dies wird 781 eindrucksvoll im nestorianischen Monument, das in der Nähe von Chang’an errichtet wird, dokumentiert.
Als die Tang-Dynastie zu Ende geht, schwindet auch die religiöse Toleranz; die Christen, Manichäer und Moslems, die sich etablieren konnten, verschwinden wieder. Bis ins Jahr 900 sind die letzten Überbleibsel der nestorianischen Kirche in China verschwunden, tauchen aber 1260–1368 im Westen Chinas und in der Mongolei wieder auf.
Alopens Arbeit war für die Entwicklung der chinesischen und mongolischen Christen von größter Bedeutung.
Im Gepäck hatte er auch 530 christliche Texte auf Syrisch, die er sukzessive übersetzte.

## Texte
- 敬礼常明皇乐经, jing li chang ming huang le jing;
- 宣元至本经, xuan yuan zhi ben jing;
- 志玄安乐经, zhi xuan an le jing;
- 天宝藏经, tian bao zang jing;
- 多惠圣王经, duo hui sheng wang jing;
- 阿思瞿利容经, a si qu li rong jing;
- 浑元经, hun yuan jing;
- 通真经, tong zhen jing;
- 宝明经, bao ming jing;
- 传化经, huan hua jing;
- 述略经, shu lüe jing;
- 三际经, san ji jing;
- 宁思经, ning si jing;
- 宣义经, xuan yi jing;
- 师利海经, shi li hai jing;
- 宝路法王经, bao lu fa wang jing;
- 三威赞经, san wei zan jing;
- 牟世法王经, mou shi fa wang jing;
- 伊利耶法王经, yi li ye fa wang jing;